# Тавфик Абу аль-Худа
Тавфик Абу аль-Худа или Тауфик Абу аль-Худа (араб. توفيق ابو الهدى‎; 1894, Акко, Османская империя — 1 июля 1956, Амман, Иордания) — иорданский государственный деятель, премьер-министр Трансиордании (1938—1944) и Иордании (1947—1950, 1951—1953) и (1954—1955).

## Биография
Имел палестинское происхождение. Окончил юридический факультет школы «Галатасарай» в Стамбуле. Был женат на сестре османского банкира.
В 1915 году поступил на военную службу в качестве офицера запаса, служил бухгалтером на иракском и иранском фронте, а также в Алеппо, пока в октябре 1918 года османские войска не отступили из Сирии.
В 1919—1922 годах — сотрудник юридической школы в Дамаске во время действия французского мандата. В 1929 году был назначен директором департамента древних ценностей (Department of Antiquities). Затем занимал должности главы управления прокьюремента и директора управления регистрации земли Трансиордании. В 1928 году становится членом Исполнительного совета, а в 1929 году был назначен генеральным секретарем правительства.
Неоднократно занимал пост премьер-министра Трансиордании, а затем Иордании (1938—1944, 1947—1950, 1951—1953) и (1954—1955). В послевоенное время считался политиком близким к Великобритании.
Во время его последнего срока в качестве премьер-министра он пытался укрепить власть короля Хусейна путем проведения парламентских выборов, которые многие обвиняли его в их фальсификации. Также на период его премьерства пришлась арабо-израильская война (1947—1949), во время которой Трансиордания присоединила Западный берег и лишение полномочий короля Талала.
С 1947 по 1951 год занимал должность президента Сената Иордании.
Покончил с собой (повесился в ванной своего дома).